# (18777) Hobson
(18777) Hobson (1999 JA41) – planetoida z pasa głównego asteroid okrążająca Słońce w ciągu 4,1 lat w średniej odległości 2,56 j.a. Odkryta 10 maja 1999 roku.